# Manniella
Manniella là một chi lan thuộc họ Orchidaceae, phân họ Orchidoideae.
Chi này có hai loài: loài điển hình Manniella gustavi Rchb. f. và Manniella cypripedioides, Salazar & al., cả hai đều từ Tây Phi. Do vị trí phát sinh loài của nó là vai chị của phân tông Tân nhiệt đới Cranichidinae s.l. và Spiranthinae, vị thế phân tông của nó được xác định dựa trên các chứng cớ tiến hoá.
Chi được đặt tên theo Gustav Mann.